# Skała płonna

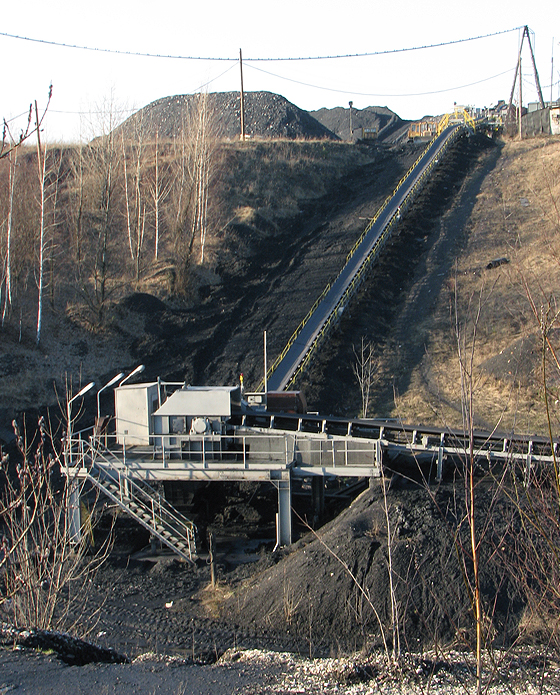
Hałda Pochwacie w Jastrzębiu Zdroju, fot. 2008. Składowisko skały płonnej pozostałej po wydobyciu węgla kamiennego.

Skała płonna, skała płona – skała uważana za nieużyteczną (w odniesieniu do eksploatowanej kopaliny). Jest ona urabiana w trakcie eksploatacji złoża wraz z kopaliną użyteczną np. w celu udostępnienia właściwego złoża, ze względów technologicznych, ze względu na uwarunkowania złoża (niewielką miąższość). W przypadku złóż pokładowych jest to skała otaczająca, przerosty lub nadkład, który w trakcie eksploatacji dostaje się do urobku. W przypadku złóż metali, kiedy mineralizacja kruszcowa występuje w obrębie skał goszczących, za skałę płonną uznaje się skałę, w obrębie której koncentracja rozproszonego pierwiastka lub pierwiastków (w przypadku złóż polimetalicznych) spada poniżej arbitralnie wyznaczonej zawartości brzegowej.
Urobioną w trakcie eksploatacji złoża i wydobytą skałę płonną składuje się zwykle na hałdach.